# Monte Muir
Il monte Muir (Mount Muir in inglese) è una montagna dell'Alaska (Stati Uniti) nel Census Area di Valdez-Cordova facente parte dei Monti Chugach (Chugach Mountains).

## Posizione e dati fisici
Il monte Muir si trova nel nord dei Monti Chugach al confine settentrionale-occidentale dell'area protetta Foresta nazionale di Chugach (Chugach National Forest) a circa 4 km a nord del fiordo di Harriman (Harriman Fjord) parte dello Stretto di Prince William (Prince William Sound).
Il monte Muir è alto 2.091 m s.l.m. e origina alcuni ghiacciai tra i quali i ghiacciai Penniman, Baker, Detached e il più grande ghiacciaio Colony. Il ghiacciaio Colony scende verso nord e si scarica nel lago George (Inner Lake George), tutti gli altri sono ghiacciai pensili posizionati sul versante meridionale del monte in direzione del fiordo Harriman.

### I ghiacciai vicini al monte
Ghiacciai vicini al monte Muir sono:
| Nome del ghiacciaio | Quota alle coordinate indicate (m s.l.m.) | Coordinate             | Distanza e direzione dal ghiacciaio |
| ------------------- | ----------------------------------------- | ---------------------- | ----------------------------------- |
| Detached Glacier    | 1.142                                     | 61°04′22″N 148°23′46″W | 4 km verso sud                      |
| Penniman Glaciers   | 1.208                                     | 61°05′42″N 148°20′24″W | 3 km verso sud                      |
| Stairway Glacier    | 924                                       | 61°04′37″N 148°29′15″W | 7 km verso sud-ovest                |
| Surprise Glacier    | 713                                       | 61°01′05″N 148°29′46″W | 6 km verso sud                      |
| Baker Glacier       | 1.141                                     | 61°04′53″N 148°21′52″W | 3 km verso sud                      |
| Serpentine Glacier  | 553                                       | 61°07′41″N 148°16′02″W | 4 km verso est                      |
| Colony Glacier      | 316                                       | 61°14′22″N 148°30′27″W | 1 km verso ovest                    |

### Altri monti vicini
Il monte Muir è circondato dalle seguenti altre montagne (tutte appartenenti al gruppo montuoso del Chugach):
| Nome del monte   | Altezza (m s.l.m.) | Coordinate             | Distanza e direzione dal ghiacciaio |
| ---------------- | ------------------ | ---------------------- | ----------------------------------- |
| Mount Doran      | 1.057              | 61°01′11″N 148°14′22″W | 12 km verso sud-est                 |
| Mount Gilbert    | 2.682              | 61°10′21″N 148°16′06″W | 9 km verso nord-est                 |
| Mount Curtis     | 1.152              | 61°04′34″N 148°05′40″W | 16 km verso est                     |
| Globemaster Peak | 2.724              | 61°12′53″N 148°12′09″W | 15 km verso nod-est                 |
| Mount Coville    | 1.310              | 61°07′11″N 148°04′27″W | 16 km verso est                     |
| Mount Gannett    | 2.919              | 61°14′32″N 148°11′36″W | 18 km verso nord-est                |

## Etimologia e storia
Il monte è stato nominato nel 1908 dai geologi Grant e Higgins della United States Geological Survey. Probabilmente il nome è stato dato in onore del naturalista e scrittore americano John Muir (1838 - 1914) che fece alcuni viaggi in Alaska.
Prima salita: Ryan Fisher e Nathan Lane, aprile 2014.

## Accessi e turismo
Il monte è facilmente visibile dal fiordo Harriman che è raggiungibile solamente via mare da Whittier (circa 60 km circa via mare e 26 km via aerea) a da Valdez (oltre 150 km circa via mare). Durante la stagione turistica sono programmate diverse escursioni via mare da Whittier per visitare soprattutto il ghiacciaio Surprise e quelli posizionati alle pendici del monte (Penniman, Baker e Detached).

## Alcune immagini del monte

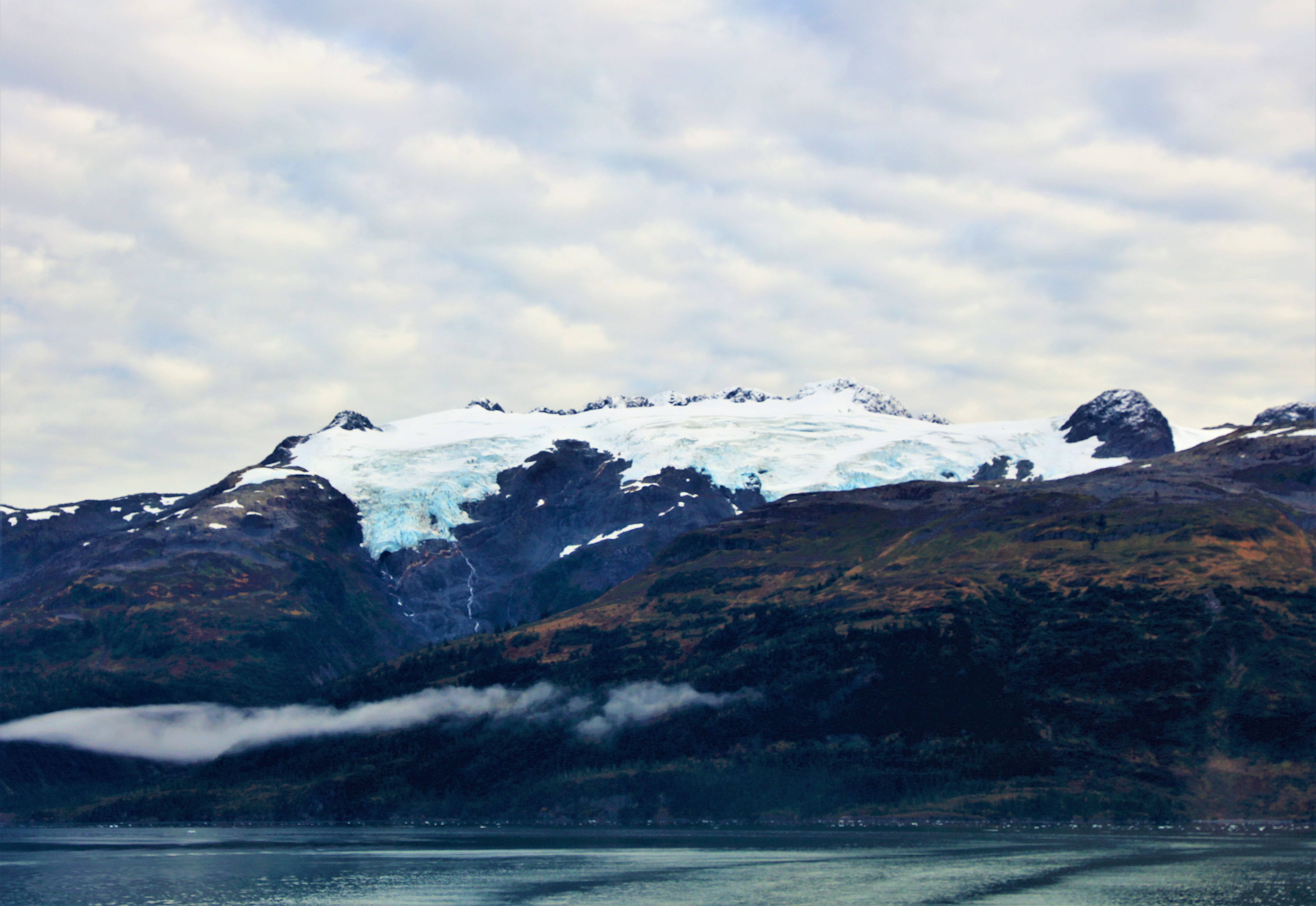
I ghiacciai Baker (a sinistra) e Penniman (a destra)
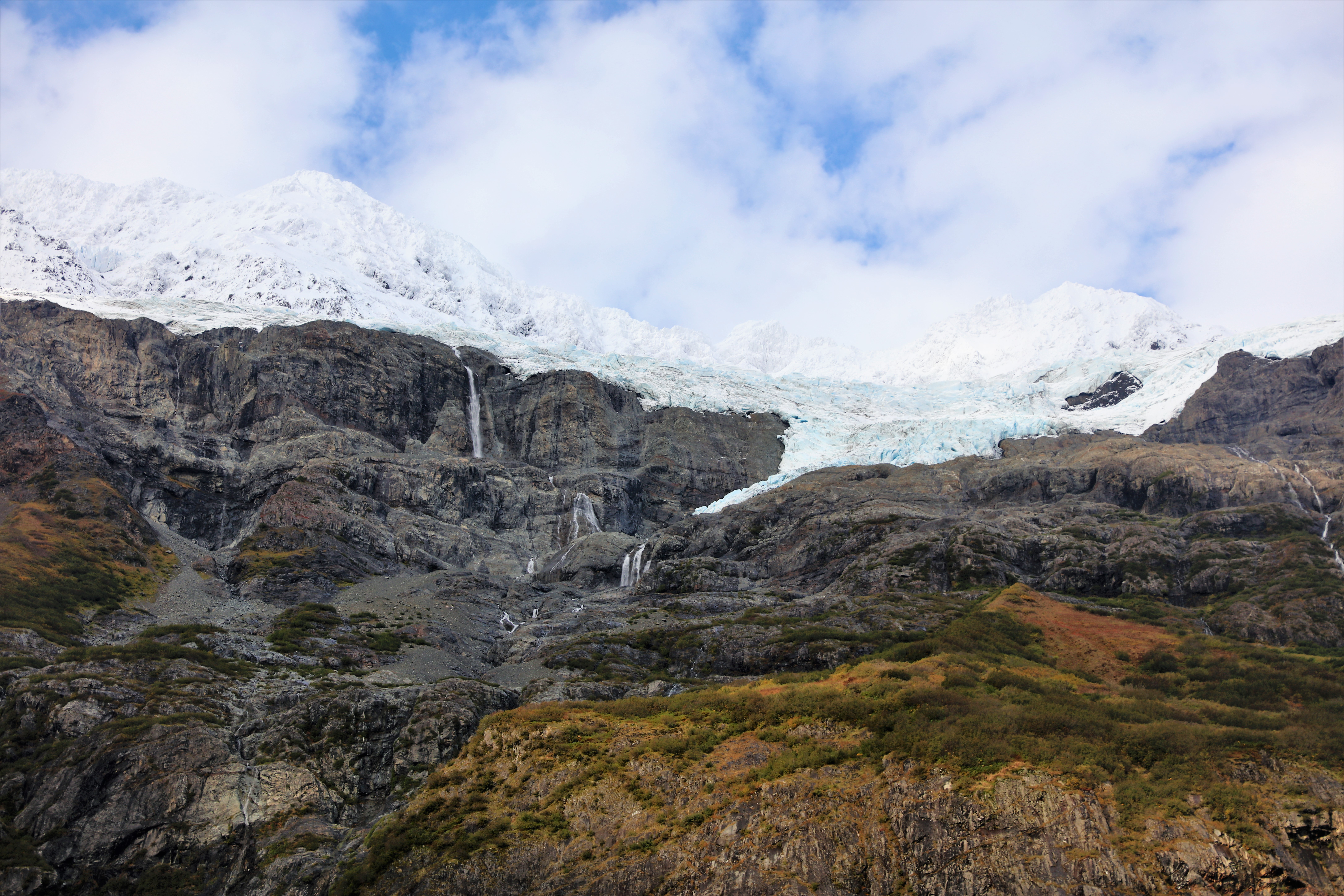
Il monte Muir visto dal fiordo Harriman
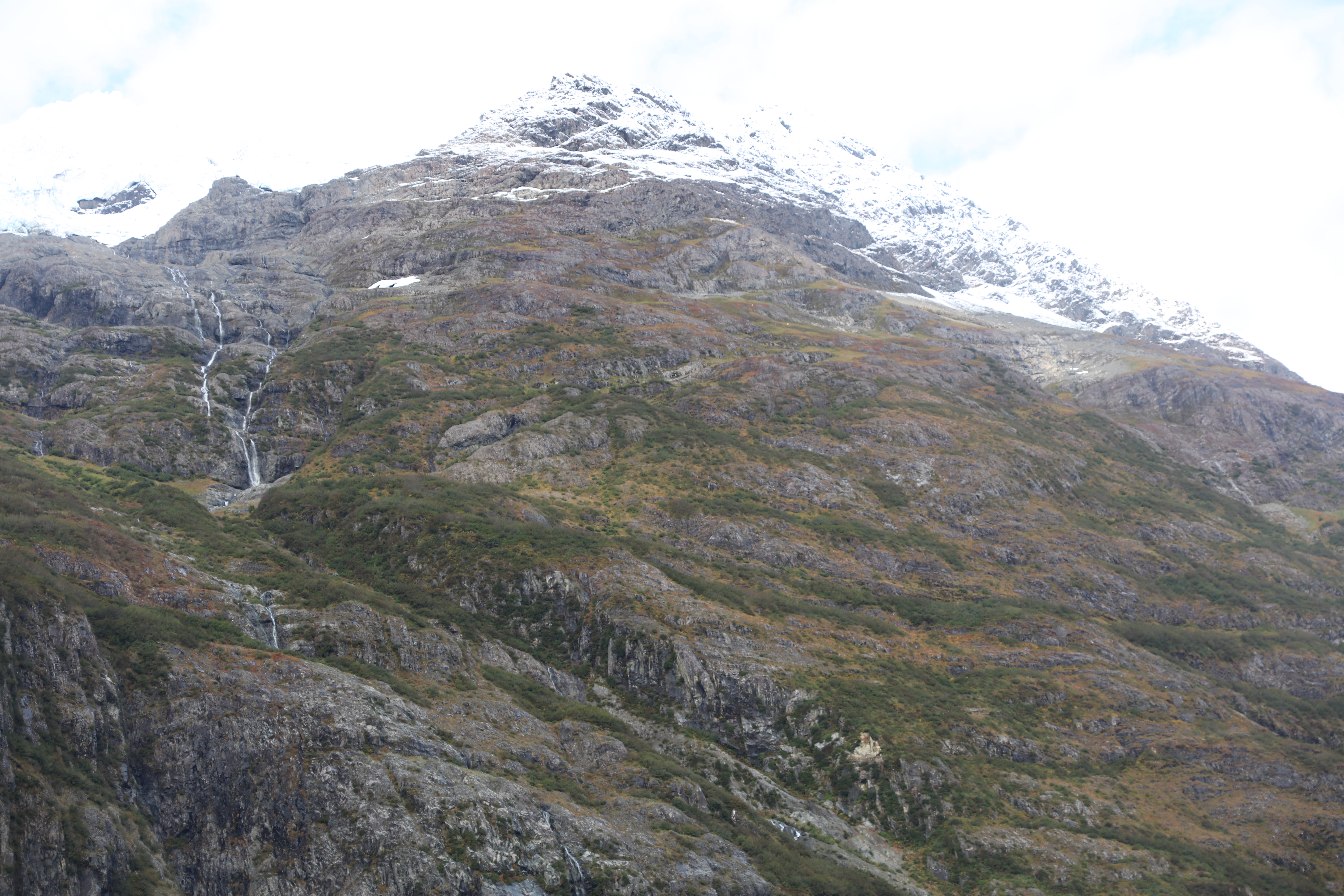
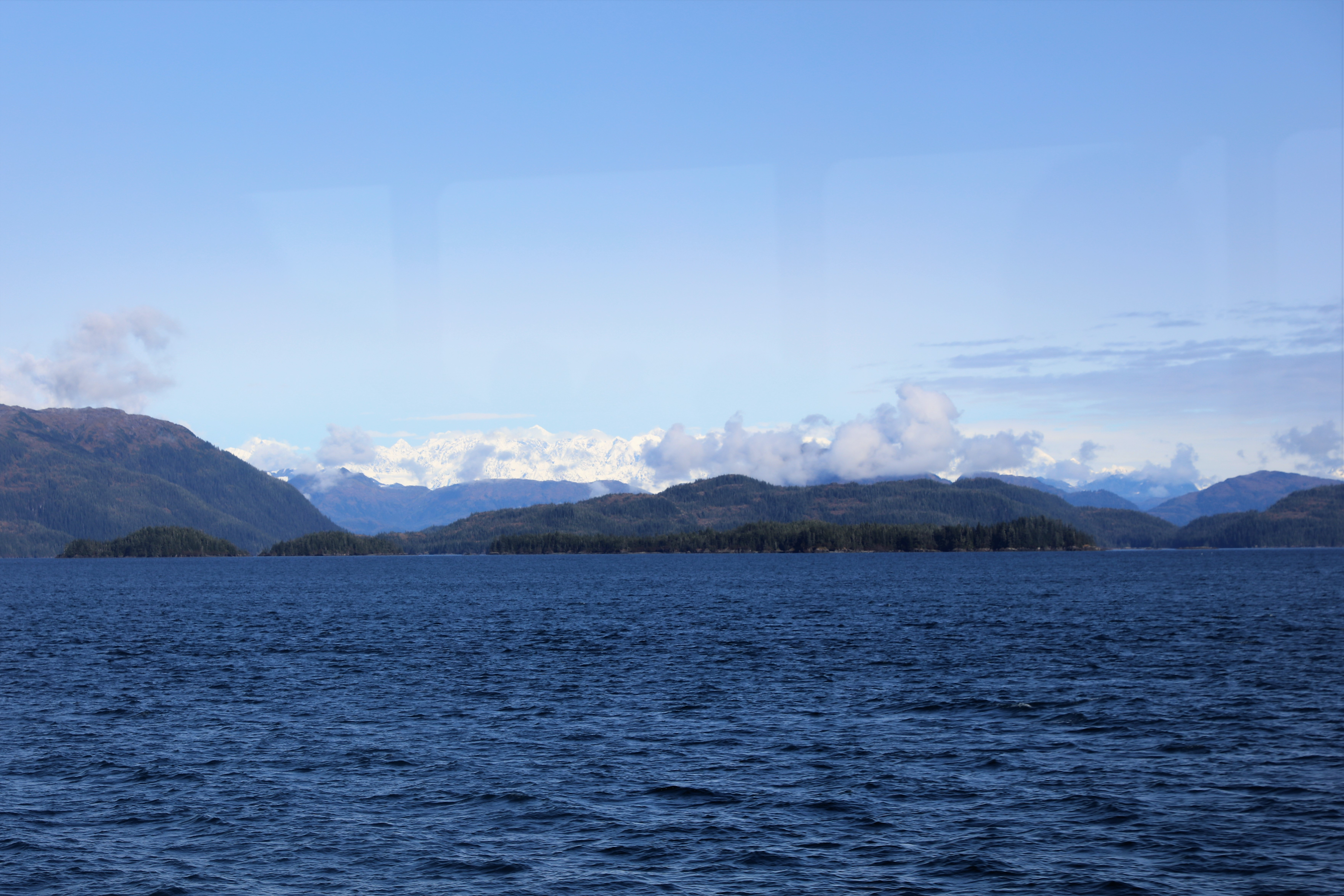
Il gruppo dei monti Muir (a sinistra), Gilbert e Gannett (dal Esther Passage)